# إكمال تهذيب الكمال (كتاب)
إكمال تهذيب الكمال في أسماء الرجال تأليف العلامة علاء الدين مغلطاي ابن قليج بن عبد الله البكجري الحنفي في علم تراجم رجال الحديث الشريف والتي تحوي أكثر من خمسة آلاف ترجمة، والكتاب كنز من كنوز تراث الأمة العربية الإسلامية، وقد بنى الحافظ ابن حجر كتاب (تهذيب التهذيب) على كتاب مغلطاي حذو القذة بالقذة، واستخلص معظم مادته العلمية منه

## نبذة عن المؤلف
هو الإمام علاء الدِّين أبو عبد الله مُغلطاي، ابن قِليج، ابن عبد الله البكجريُّ، الحكريُّ، حنفي المذهب، تركي الأصل، مستعرب، مصري النَّشأة.
ولد في جامع قلعة الجبل بالقاهرة سنة (689 هـ) وكانت وفاته بالمهدية خارج باب زويلة من القاهرة، بحارة حلب (762 هـ)، ودفن بالرَّيدانية

## اسم الكتاب وتوثيق نسبته للمؤلف
اسم الكتاب كما وجد مكتوباً بخط المؤلف على نسخة الكتاب الخطية، وهي النسخة الأزهرية هو «إكمال تهذيب الكمال»، كما يؤكد ثبوت نسبة هذا الكتاب إلى المؤلف بيَّان الحافظ ابن حجر في كتابه «تعجيل المنفعة» حيث قال: «وإنما حدا بي على عمل "تهذيب التهذيب" أنَّ العلامة شيخ الشيوخ علاء الدين مغلطاي وضع عليه كتابًا سماه "إكمال تهذيب الكمال" تتبَّع فيه ما فاته من رواة الشخص الذي ترجم له ومن شيوخه، ومن الكلام فيه من مدحٍ وقدحٍ، وما ظهر له مما يرد على المزي من تعقب، وجاء كتابًا كبيرًا يقرب حجمه من حجم التهذيب، وقفتُ عليه بخطه، وفيه له أوهام كثيرة، وقد اختصره هو في قدر نصف حجمه، ثم اقتصر منه على التعقبات في مجلد واحد»

## كتاب (الإكمال) وأهميته
كتاب الإكمال أصله كتاب (الكمال) لحافظ عبد الغني بن سعيد أبو محمد المقدسي (600 هـ‍‍)، ثم عمل الإمام جمال الدين المزي عليه تهذيب يعتبر من أجود ما صنف في هذا الفن وصار فيما بعد حكما بين المختصين في هذا العلم وإليه المرجع عند الخلاف.
ثم كثرت عليه الاختصارات مثل كتاب (تذهيب التهذيب) و (الكاشف) وهما للحافظ الذهبي، وكتاب (التكميل) للحافظ ابن كثير.
وهو كعامة كتب المتأخرين بداية من القرن الخامس مرورا بعصر المؤلف تتميز بالجمع والترتيب والاستدراكات والشرح.
ثم جاء كتاب العلامة مغلطاي وقد ذكر في افتتاحية كتابه أنه بدأ في تأليفه عام 744 هـ‍‍. وأكمل تأليفه في مثل حجم الأصل.
من أهم ما يميز الكتاب أنه حفظ لنا مادة لروايات في الجرح والتعديل انعدم وجودها الآن بين الناس كرواية أبي جعفر البغدادي عن أحمد، ورواية الغلابي عن يحيى بن معين ونحو ذلك، وكذا النقل عن كثير من مصادر العلم المفقودة الآن ككتب الرشاطي، وكتب الزبير بن بكار وكتاب (الوفيات) لابن قانع، وكتاب (التعريف بصحيح التاريخ) لأحمد بن أبي خالد وتاريخ القراب.
وأيضًا يتميز الكتاب بأنه احتوى على نقولات كثيرة بالغة الأهمية وخاصة ما ينقله عن كبار الأئمة كابن المديني وابن معين

## منهج المصنف في كتابه
في مقدمته ذكر الدافع من تأليفه للكتاب، وامتدح كتاب الكمال للمقدسي وكذلك تهذيب الكمال للمزي، مع ذكره لمؤاخذاته على هذا الأخير، ثم انتقل إلى الأسماء فكان يوردها كما ذكرها المزي مع تعليقه على الترجمة وقد بين شرطه وأسلوبه في المسألة، وناقش المزي في بعض استدراكاته على المقدسي، كما أضاف بعض التراجم التي لم يوردها المزي. ودقق نصوص المزي وعمل على إضافة المزيد من التوثيق والتجريح، ومما جمعه أيضاً من مادته كان من كتب المتأخرين وإن كان بعضهم من أهل البدع أو المتساهلين.
وقد اعتنى كثيرا بضبط الأسماء وذكر الكنى وإن تعددت، وكذلك استفاض في تحرير النسب وقد حرص على ذكر المصادر الأصلية للتدليل على أقواله. وحرص المصنف في تراجم الصحابة على ذكر كل من أخرج للصحابي من أصحاب الكتب. كما اهتم بالتنبيه على الرواة الذين أخرج لهم أصحاب الصحاح كابن خزيمة، وابن حبان والحاكم.

## طالع أيضًا
الزهر الباسم في سير أبي القاسم